# Slovensko na Letních olympijských hrách 2024
Slovensko na Letních olympijských hrách 2024 zastupovalo 28 sportovců (14 mužů a 14 žen) v 13 disciplínách.

## Sportovci
Seznam slovenských soutěžících v jednotlivých sportech na Olympijských hrách 2024.
| Sport             | Muži | Ženy | Celkem |
| ----------------- | ---- | ---- | ------ |
| Atletika          | 2    | 4    | 6      |
| Box               | 0    | 1    | 1      |
| Cyklistika        | 1    | 1    | 2      |
| Judo              | 1    | 0    | 1      |
| Jachting          | 1    | 0    | 1      |
| Kanoistika        | 2    | 2    | 4      |
| Lukostřelba       | 0    | 1    | 1      |
| Plavání           | 1    | 1    | 2      |
| Skateboarding     | 1    | 0    | 1      |
| Stolní tenis      | 1    | 0    | 1      |
| Sportovní střelba | 3    | 3    | 6      |
| Tenis             | 0    | 1    | 1      |
| Zápas             | 1    | 0    | 1      |
| Celkem            | 14   | 14   | 28     |

### Medailisté
Seznam slovenských medailistů z Letních olympijských her 2024:
Tučně je značen zlatý medailista
| Jméno         | Sport      | Kov   | Reference | Datum získání medaile |
| ------------- | ---------- | ----- | --------- | --------------------- |
| Matej Beňuš   | Kanoistika | bronz | [ 2 ]     | 29. července 2024     |
| Medailistů: 1 | Sportů: 1  | 1×    |           |                       |

## Atletika

### Běžecké disciplíny a chůze

#### Muži
| Sportovec     | Disciplína  | Rozběh   | Rozběh | Čtvrtfinále | Čtvrtfinále | Semifinále | Semifinále | Finále   | Finále |
| Sportovec     | Disciplína  | Výsledek | Pořadí | Výsledek    | Pořadí      | Výsledek   | Pořadí     | Výsledek | Pořadí |
| ------------- | ----------- | -------- | ------ | ----------- | ----------- | ---------- | ---------- | -------- | ------ |
| Dominik Černý | 20 km chůze | —        | —      | —           | —           | —          | —          | 1:23:25  | 34.    |

#### Ženy
| Sportovec         | Disciplína          | Rozběh   | Rozběh | Semifinále   | Semifinále                 | Finále       | Finále       |
| Sportovec         | Disciplína          | Výsledek | Pořadí | Výsledek     | Pořadí                     | Výsledek     | Pořadí       |
| ----------------- | ------------------- | -------- | ------ | ------------ | -------------------------- | ------------ | ------------ |
| Viktória Forster  | 100 m               | 11:44    | 6.     | Nepostoupila | Nepostoupila               | Nepostoupila | Nepostoupila |
| Viktória Forster  | 100 m přes překážky | 13,08    | 6.     | Nepostoupila | Nepostoupila               | Nepostoupila | Nepostoupila |
| Gabriela Gajanová | 800 m               | 2:00:29Q | 2.     | 1:58:22N     | 6. (11. v celkovém pořadí) | Nepostoupila | Nepostoupila |
| Mária Czaková     | 20 km chůze         | —        | —      | —            | —                          | 1:34:46      | 34.          |
| Hana Burzalová    | 20 km chůze         | —        | —      | —            | —                          | 1:36:12      | 37.          |

#### Smíšené týmy
| Sportovec                    | Disciplína      | Rozběh   | Rozběh | Čtvrtfinále | Čtvrtfinále | Semifinále | Semifinále | Finále   | Finále |
| Sportovec                    | Disciplína      | Výsledek | Pořadí | Výsledek    | Pořadí      | Výsledek   | Pořadí     | Výsledek | Pořadí |
| ---------------------------- | --------------- | -------- | ------ | ----------- | ----------- | ---------- | ---------- | -------- | ------ |
| Dominik Černý Hana Burzalová | Smíšená štafeta | —        | —      | —           | —           | —          | —          | 2:23:25  | 20.    |

## Box
| Sportovec          | Disciplína | 1. kolo                | 2. kolo      | Čtvrtfinále  | Semifinále   | Finále       | Finále       |
| Sportovec          | Disciplína | Soupeř Skóre           | Soupeř Skóre | Soupeř Skóre | Soupeř Skóre | Soupeř Skóre | Pořadí       |
| ------------------ | ---------- | ---------------------- | ------------ | ------------ | ------------ | ------------ | ------------ |
| Jessica Triebeľová | Do 66 kg   | Alcinda Panguanová 0:5 | nepostoupila | nepostoupila | nepostoupila | nepostoupila | nepostoupila |

## Cyklistika

### Silniční
| Atlet          | Disciplína          | Čas      | Pořadí |
| -------------- | ------------------- | -------- | ------ |
| Lukáš Kubiš    | Hromadný start mužů | 6:23:16  | 29.    |
| Nora Jenčušová | Hromadný start žen  | 4:10:47  | 71.    |
| Nora Jenčušová | Časovka             | 44:22,30 | 25.    |

## Judo
| Sportovec    | Disciplína | 1. kolo              | 2. kolo              | 3. kolo      | Čtvrtfinále  | Repasáž      | Semifinále   | Finále       | Finále      |
| Sportovec    | Disciplína | Soupeř Skóre         | Soupeř Skóre         | Soupeř Skóre | Soupeř Skóre | Soupeř Skóre | Soupeř Skóre | Soupeř Skóre | Pořadí      |
| ------------ | ---------- | -------------------- | -------------------- | ------------ | ------------ | ------------ | ------------ | ------------ | ----------- |
| Márius Fízeľ | Nad 100 kg | Gerard Takayawa 10:0 | Alisher Yusupov 0:10 | Nepostoupil  | Nepostoupil  | Nepostoupil  | Nepostoupil  | Nepostoupil  | Nepostoupil |

## Jachting
| Sportovec    | Disciplína              | Závody | Závody | Závody | Závody | Závody | Závody | Závody | Závody | Závody | Závody | Závody | Závody | Závody | Závody      | Závody      | Závody      | Závody      | Závody      | Závody      | Závody      | Závody      | Závody      | Závody      | Závody      | Závody      | Pořadí      |
| Sportovec    | Disciplína              | 1      | 2      | 3      | 4      | 5      | 6      | 7      | 8      | 9      | 10     | 11     | 12     | ŠF     | SF1         | SF2         | SF3         | SF4         | SF5         | SF6         | F1          | F2          | F3          | F4          | F5          | F6          |             |
| ------------ | ----------------------- | ------ | ------ | ------ | ------ | ------ | ------ | ------ | ------ | ------ | ------ | ------ | ------ | ------ | ----------- | ----------- | ----------- | ----------- | ----------- | ----------- | ----------- | ----------- | ----------- | ----------- | ----------- | ----------- | ----------- |
| Róbert Kubín | windsurfing iQFOiL muži | 19     | 10     | 16     | 18     | 23     | 21     | 14     | 21     | 19     | 22     | 20     | 20     | 20     | Nepostoupil | Nepostoupil | Nepostoupil | Nepostoupil | Nepostoupil | Nepostoupil | Nepostoupil | Nepostoupil | Nepostoupil | Nepostoupil | Nepostoupil | Nepostoupil | Nepostoupil |

## Kanoistika

### Vodní slalom
| Sportovec        | Disciplína | Kvalifikace | Kvalifikace | Kvalifikace | Kvalifikace | Kvalifikace  | Kvalifikace | Semifinále | Semifinále | Finále | Finále           |
| Sportovec        | Disciplína | 1. jízda    | Pořadí      | 2. jízda    | Pořadí      | Nejlepší čas | Poradí      | Čas        | Pořadí     | Čas    | Pořadí           |
| ---------------- | ---------- | ----------- | ----------- | ----------- | ----------- | ------------ | ----------- | ---------- | ---------- | ------ | ---------------- |
| Matej Beňuš      | C1 muži    | 100,28      | 15.         | 94,91       | 5.          | 94,91        | 11.         | 102,59     | 11. Q      | 97,03  | Bronzová medaile |
| Jakub Grigar     | K1 muži    | 87,10       | 6.          | 91,80       | 15.         | 87,10        | 9.          | 92,00      | 5.         | 90,21  | 6.               |
| Zuzana Paňková   | C1 ženy    | 103,27      | 4.          | 105,71      | 5.          | 103,27       | 4.          | 115,59     | 9. Q       | 111,04 | 4.               |
| Eliška Mintálová | K1 ženy    | 95,67       | 3.          | 99,76       | 18.         | 95,67        | 9.          | 103,07     | 6. Q       | 102,98 | 9.               |

#### Kajak kros
| Sportovec        | Kategorie | Časová zkouška | Pořadí | 1. kolo | Opravy | Osmifinále   | Osmifinále   | Čtvrtfinále  | Čtvrtfinále  | Semifinále   | Semifinále   | Malé finále  | Malé finále               |
| Sportovec        | Kategorie | Časová zkouška | Pořadí | 1. kolo | Opravy | Čas          | Pořadí       | Čas          | Pořadí       | Čas          | Pořadí       | Čas          | Pořadí                    |
| ---------------- | --------- | -------------- | ------ | ------- | ------ | ------------ | ------------ | ------------ | ------------ | ------------ | ------------ | ------------ | ------------------------- |
| Matej Beňuš      | KX-1 muži | 73,54          | 23.    | 3. N    | 3. N   | Nepostoupil  | Nepostoupil  | Nepostoupil  | Nepostoupil  | Nepostoupil  | Nepostoupil  | Nepostoupil  | Nepostoupil               |
| Jakub Grigar     | KX-1 muži | 71,18          | 19.    | 2. Q    | Nejel  |              | 2. Q         |              | 2. Q         |              | 3. N         |              | 3. (6. v celkovém pořadí) |
| Eliška Mintálová | KX-1 ženy | 75,26          | 20.    | 2. Q    | Nejela |              | 4.           | Nepostoupila | Nepostoupila | Nepostoupila | Nepostoupila | Nepostoupila | Nepostoupila              |
| Zuzana Paňková   | KX-1 ženy | 79,36          | 30.    | 3.      | 3.     | Nepostoupila | Nepostoupila | Nepostoupila | Nepostoupila | Nepostoupila | Nepostoupila | Nepostoupila | Nepostoupila              |

## Lukostřelba
| Sportovec        | Disciplína         | Kvalifikace | Kvalifikace | 1. kolo            | 2. kolo      | Osmifinále   | Čtvrtfinále  | Semifinále   | Finále       | Finále |
| Sportovec        | Disciplína         | Skóre       | Poradí      | Soupeř Skóre       | Soupeř Skóre | Soupeř Skóre | Soupeř Skóre | Soupeř Skóre | Soupeř Skóre | Pořadí |
| ---------------- | ------------------ | ----------- | ----------- | ------------------ | ------------ | ------------ | ------------ | ------------ | ------------ | ------ |
| Denisa Baránková | Soutěž jednotlivců | 636         | 48.         | Amélie Cordeau 3:7 | Nepostoupila | Nepostoupila | Nepostoupila | Nepostoupila | Nepostoupila |        |

## Plavání
| Sportovec      | Disciplína            | Rozplavba | Rozplavba | Semifinále   | Semifinále   | Finále       | Finále       |
| Sportovec      | Disciplína            | Čas       | Pořadí    | Čas          | Pořadí       | Čas          | Pořadí       |
| -------------- | --------------------- | --------- | --------- | ------------ | ------------ | ------------ | ------------ |
| Matej Duša     | 100 m volný styl      | 22,64     | 31.       | Nepostoupil  | Nepostoupil  | Nepostoupil  | Nepostoupil  |
| Tamara Potocká | 200 m polohové závody | 2:14:20   | 7.        | Nepostoupila | Nepostoupila | Nepostoupila | Nepostoupila |

## Skateboarding
| Sportovec    | Disciplína  | Kvalifikace | Kvalifikace | Finále | Finále |
| Sportovec    | Disciplína  | Skóre       | Pořadí      | Skóre  | Pořadí |
| ------------ | ----------- | ----------- | ----------- | ------ | ------ |
| Richard Tury | street muži | 257,99      | 8.          | 273,98 | 5.     |

## Stolní tenis
| Sportovec | Disciplína   | Kvalifikácia    | 1. kolo                                            | 2. kolo         | Osmifinále      | Čtvrtfinále     | Semifinále      | Finále/Zápas o 3. místo | Finále/Zápas o 3. místo |
| Sportovec | Disciplína   | Soupeř Výsledek | Soupeř Výsledek                                    | Soupeř Výsledek | Soupeř Výsledek | Soupeř Výsledek | Soupeř Výsledek | Soupeř Výsledek         | Pořadí                  |
| --------- | ------------ | --------------- | -------------------------------------------------- | --------------- | --------------- | --------------- | --------------- | ----------------------- | ----------------------- |
| Jang Wang | Dvouhra muži | Volný los       | Čchu-čchin Wang 1:4 (11:7, 3:11, 4:11, 9:11, 4:11) | Nepostoupil     | Nepostoupil     | Nepostoupil     | Nepostoupil     | Nepostoupil             | 33. místo               |

## Sportovní střelba

### Muži
| Sportovec       | Disciplína             | Kvalifikace | Kvalifikace | Semifinále  | Semifinále  | Finále      | Finále      |
| Sportovec       | Disciplína             | Body        | Pořadí      | Body        | Pořadí      | Body        | Pořadí      |
| --------------- | ---------------------- | ----------- | ----------- | ----------- | ----------- | ----------- | ----------- |
| Patrik Jány     | 10 m vzduchová puška   | 628         | 20.         | Nepostoupil | Nepostoupil | Nepostoupil | Nepostoupil |
| Patrik Jány     | 10 puška na tři polohy | 589–34×     | 10.         | Nepostoupil | Nepostoupil | Nepostoupil | Nepostoupil |
| Juraj Tužinský  | 10 m vzduchová pištole | 571         | 25.         | Nepostoupil | Nepostoupil | Nepostoupil | Nepostoupil |
| Marián Kovačócy | Trap                   | 117         | 26.         | Nepostoupil | Nepostoupil | Nepostoupil | Nepostoupil |

### Ženy
| Sportovec                | Disciplína | Kvalifikace | Kvalifikace | Semifinále   | Semifinále   | Finále       | Finále       |
| Sportovec                | Disciplína | Body        | Pořadí      | Body         | Pořadí       | Body         | Pořadí       |
| ------------------------ | ---------- | ----------- | ----------- | ------------ | ------------ | ------------ | ------------ |
| Zuzana Rehák-Štefečeková | Trap       | 117         | 12.         | Nepostoupila | Nepostoupila | Nepostoupila | Nepostoupila |
| Vanesa Hocková           | Skeet      | 121         | 4. Q        | —            | —            | 34           | 4.           |
| Danka Barteková          | Skeet      | 120         | 6. Q        | —            | —            | 17           | 6.           |

## Tenis
| Sportovec                 | Disciplína     | 1. kolo                     | 2. kolo                          | Osmifinále                         | Čtvrtfinále                   | Semifinále                | Zápas o 3. místo          | Zápas o 3. místo |
| Sportovec                 | Disciplína     | Soupeřka Skóre              | Soupeřka Skóre                   | Soupeřka Skóre                     | Soupeřka Skóre                | Soupeřka Skóre            | Soupeřka Skóre            | Pořadí           |
| ------------------------- | -------------- | --------------------------- | -------------------------------- | ---------------------------------- | ----------------------------- | ------------------------- | ------------------------- | ---------------- |
| Anna Karolína Schmiedlová | Ženská dvouhra | Katie Boulterová V 6–4, 6–2 | Beatriz Haddad Maiová V 6–4, 6–4 | Jasmine Paoliniová V 7–5, 3–6, 7–5 | Barbora Krejčíková V 6–4, 6–2 | Donna Vekićová P 4–6, 0–6 | Iga Świąteková P 2–6, 1–6 | 4.               |

## Zápas
| Sportovec           | Disciplína          | Osmifinále             | Oprava                           | Zápas o 3. místo | Zápas o 3. místo |
| Sportovec           | Disciplína          | Soupeř Výsledek        | Soupeř Výsledek                  | Soupeř Výsledek  | Pořadí           |
| ------------------- | ------------------- | ---------------------- | -------------------------------- | ---------------- | ---------------- |
| Tajmuraz Salkazanov | Volný styl do 74 kg | Razambek Zhamalov 3:11 | Mahamedkhabib Kadzimahamedau 6:6 | Nepostoupil      | Nepostoupil      |